# Інґе Поманн
Інґе Поманн (нім. Inge Pohmann; 1 січня 2000 — 26 січня 2005) — колишня німецька тенісистка.
Найвищим досягненням на турнірах Великого шолома було 3 коло в парному розряді.

## Головні фінали

### Одиночний розряд: 3 (3 поразки)
| Результат | Дата     | Турнір                                        | Покриття | Суперниця                                                                                            | Рахунок       |
| --------- | -------- | --------------------------------------------- | -------- | --- | ------------- |
| Поразка   | Сер 1948 | International German Championships, Німеччина | Ґрунт    | [[Файл:Шаблон:Прапор Allied-occupied Німеччина\|20x13px\|Allied-occupied Німеччина]] Ursula Rostenow | 2–6, 6–8      |
| Поразка   | Сер 1949 | International German Championships, Німеччина | Ґрунт    | Марі Теран де Вейсс                                                                                  | 2–6, 8–6, 7–9 |
| Поразка   | Сер 1954 | International German Championships, Німеччина | Ґрунт    | Джой Моттрам                                                                                         | 6–2, 7–5, 2–6 |